# Rasul Boqijev
Rasul Boqijev (tadzjikiska: Расул Боқиев), född 29 september 1982, är en tadzjikisk judoutövare.
Han tog OS-brons i herrarnas lättvikt i samband med de olympiska judotävlingarna 2008 i Peking.